# スーパーロボット大戦 (小説)
『スーパーロボット大戦』は、団龍彦による小説作品。表紙イラストおよび挿絵、オリジナルメカのデザインを石川賢が担当している。単行本は講談社のマガジン・ノベルス・スペシャルより全3巻（絶版）。

## 概要
『マジンガーZ』、『グレートマジンガー』、『UFOロボ グレンダイザー』、『ゲッターロボ』、『ゲッターロボG』の5作品の延長線上の後日談を舞台にした小説作品であり、時系列は『UFOロボ グレンダイザー』および『ゲッターロボG』より後となっている。また、上述のTVシリーズとは直接繋がらない設定の『ゲッターロボ號』、『真ゲッターロボ』の要素も登場している。
主人公は『マジンガーZ』の兜甲児。剣鉄也やゲッターチーム、弓さやか、炎ジュンらと共闘して、甦ったDr.ヘルやあしゅら男爵らと時空を超えて死闘を繰り広げるという内容。『グレートマジンガー』で未完に終わったミケーネ帝国・闇の帝王との決着もつけられるが、メインはあくまでヘルとの戦いとなっている。グレンダイザーも登場するが、デュークやマリアは『UFOロボ グレンダイザー』のラストでフリード星に帰っているため、登場しない。甲児は最終的にゴッドマジンガーへ搭乗、ヘルの脳髄が組み込まれたデビルマジンガーと戦う。竜馬たちゲッターチームはゲッターロボGに乗り、敵方が送り出す初代ゲッターロボ、ゲッターロボ號、真ゲッターロボとの対決が展開される。
かつての「東映まんがまつり」における劇場版クロスオーバー作品の系譜を踏襲する内容の作品であり、同名のゲーム『スーパーロボット大戦シリーズ』とはタイトルネーミングを意識し、後書きでも触れられているが、直接的な関係は無い（同名ゲームの小説ではない）。

## ストーリー
光子力研究所で行われた時粒子（クロノ・レプトン）の実験中に起きた事故によって兜甲児と弓さやかはロボットが支配する世界へと飛ばされる。そこで彼らは超能力を操りロボットと戦う女性達「ゼファ・ジタンヌ」と出会う。彼女達に導かれた甲児達が見たものはマジンガーZであった。

## 登場人物

### マジンガーチーム
兜甲児
本作の主人公。本作では過去のクロスオーバー作品と異なり、年長の仲間を敬称で呼ぶ、タイムパラドックスに言及するなど知的な面が強調されている。
弓さやか
兜甲児と共に未来世界へ迷い込むが、ハプニングによって現代に帰還し、増援を連れて戻る。
ボス、ヌケ、ムチャ
本作では周囲の説得により、現代に残っている。
剣鉄也
本作では、戦闘経験と冷静さを活かし、隼人と並んでスーパーロボット軍団のブレインとして活躍する。
炎ジュン

### ゲッターチーム
初代ゲッターをハチュウ人類が操っていたと弓さやかに聞き、救援に加わる。
流竜馬
神隼人
アニメ版『ゲッターロボG』の設定であるが、漫画版『ゲッターロボ號』で設計者であることを反映した描写がなされている。
剣鉄也と共に、スーパーロボット軍団の頭脳として活躍する。
車弁慶

### ゼファ・ジタンヌ
クリーチャーに抵抗するレジスタンス組織。女性にしか超能力が発現しないためメンバーは基本的に女性のみ。現代人である甲児たちとは言葉は通じないが、テレパシーで支障なく会話ができる。
ティアナ
ゼファ・ジタンヌの指導者。精神感応による治癒能力をもつ。
サラ
双子の姉妹。ゼファ・ジタンヌの攻撃担当のリーダー。口調や性格は男勝りだが、甲児に淡い恋心を抱く。
セイラ
サラと双子の姉妹。瞬間移動や念波などの能力を持つ。
ユリカ
一族にわたる口伝者。しかし、一族は1000年以上にわたりパリアッチョにコントロールされてきた。彼女は意に沿わぬままスパイとして動くしかなく、甲児との邂逅の中、最後に自分の意志で行動する。
ミク
時間を制御する能力をもった少女。甲児やさやか、ライオネルを1200年前の現代から召喚する。しかし、その能力がギャラハンらに利用されることとなる。
アンジー
エスパーとして覚醒した少女。ゼファ・ジタンヌの中でも強い能力を持つ。さやかと心を通わせ、彼女の思念を感じ取ることができる。その能力の強さには秘密があった。
トキ
アンジーと仲の良い少年。彼自身に特別な能力はないが、ほかのエスパーの能力を数倍に増幅する能力を持つ。ミクが過去への時間移動を行うには彼の協力が必要であった。

### クリーチャー
未来の地球を支配する、自我を持つロボット。クリーチャー自身は自分達を「ドミネーター」と自称し、有人型のロボットを「クリーチャー」と呼称する。

#### 神聖騎士
マジンガーらと同サイズの大型クリーチャー。封建制に似た体制で各地域を治めている。動力は光子力。
シャムロック大帝
神聖騎士の王であり、一回り大きな巨体を誇る。その正体はギャラハンの部下であり、最期はギャラハンに粛清された。
ギャラハン
実力ナンバー1の神聖騎士。その正体はミケーネ帝国の闇の帝王であり、クリーチャーの真の支配者であった。ミケーネの科学力を駆使して得た精神エネルギー体であることを活かしてハッキングによりマジンガーらも排除して世界を支配し、1000年の時を経てゼファ・ジタンヌにも裏から手を回しながら科学技術では成し遂げられなかった過去へのタイムワープを行う超能力者の出現を待っていた。甲冑で偽装しているが、ボディは機械の反乱の時に救援に来たグレンダイザーを返り討ちにして奪ったものである。『III』では、精神エネルギーでヘルの部下やミケーネの暗黒大将軍・戦闘獣、恐竜帝国や百鬼帝国の面々の怨念を呼び寄せたり、ミケーネの7大将軍を再生させるなど、神聖騎士以外にも相当の軍備を蓄えている。ライオネル博士を現代から拉致し、過去へのタイムワープを完成させた後は現代への帰還を試みるが、パリアッチョの差し向けたデビルマジンガーにエネルギーを吸収され、消滅する最期を遂げた。
パリアッチョ
道化師姿のギャラハンの手下の人間であり、ドミネーターに捕まっている人間の情報に精通しているとして恐れられている。自在に姿を男女に変えることができる。その正体はクローン技術で蘇ったあしゅら男爵であり、男女の姿はどちらもあしゅら男爵のそれである。さらに元を辿ればDr.ヘルに発掘されたミケーネ人であり、何度も怪物として復活させられることに恨みを抱いている。それゆえ、過去へのタイムワープの技術の完成直後にギャラハンに反逆、Dr.ヘルの脳髄を搭載したデビルマジンガーを差し向けるが制御できずに暴走に巻き込まれ、アルテミスに乗り込んできた甲児達の前で息を引き取った。
ルナン
実力者であると同時に変わり者でも有名な神聖騎士（スーパーロボット軍団曰く、プライドの高さなどが隼人にそっくりであるらしい）。魔神心母が生み出したゲッターロボが神聖騎士ザクスンを討ったことをきっかけに己の誇りに基づいて行動するようになる。槍の名手で、ペガサス（を模したロボット）を操る。騎士道精神を持ち、人質を取ろうとするシャムロック大帝を見限って甲児達に合流するが、その行動もパリアッチョに利用されてしまう。パリアッチョに洗脳され、Zと戦うが、スクランダーを用いた戦法で敗れ、死の間際に自我を取り戻す。

### その他
巴武蔵
かつて恐竜帝国との戦いで戦死した巴武蔵のクローン。ギャラハンが恐竜帝国の生き残りから譲渡された武蔵の遺骸（頭部のみ）から復元された。10人以上の武蔵が存在することが作中で明言されており、その内の3人がゲッターロボや真ゲッターロボを操縦している。
弓教授
早乙女ミチル
ライオネル博士
素粒子研究の世界的権威で、タイム・ワープ技術を発見する事に成功した人物。
Dr.ヘル
パリアッチョにより、地獄大元帥の残骸の中から発見された、かつて2度マジンガー軍団に敗れた悪の天才科学者。脳髄と眼球のみで生きながらえている。その怨念のエネルギーを利用せんと、バリアッチョがデビルマジンガーに組み込んだが、コントロール装置が破壊されたことで、デビルの獣性に従い破壊を繰り返す。光子力研究所の存在する時代に戻ってからは、甲児や鉄也、さやからに対する怨念で、記憶や意識が幾らか回復されている。しかし、ゴッドマジンガーとグレートのエネルギーによりデビルマジンガーが破壊されたことで、3度目の死を迎えることとなった。

## 登場メカ

### スーパーロボット軍団
マジンガーZ
ゼファ・ジタンヌ本拠地の格納庫に眠っていた。神聖騎士（ゴーディアン）を倒すため甲児が乗り込んで戦う。実はこの時代においてオリジナルは既に無く、この機体はレプリカであった。終盤に下記のデビルマジンガーによって破壊されるが、エピローグで修理が可能であることが語られた。
ダイアナンA
本作ではダイアナン用のスクランダーが新造された。
ボスボロット
未来へは同行しなかったが、現代へと舞台が移った終盤にて登場。
グレート・マジンガー
本作では本来はゴッドマジンガーのプロトタイプであったことが明かされる。
全編を通して「グレート・マジンガー」と表記されており、単行本1巻で解説を担当した赤星政尚は、本作の様に中黒入りが正しい表記であると述べている。
ビューナスA
ゲッターロボG
本作には4体のゲッターロボが登場するが、ゲッターチームは終始この機体で他のゲッターロボと戦っていく。
ゴッドマジンガー
下記のデビルマジンガーが製作されてしまった場合の備えとして兜剣造によって、グレートマジンガーをプロトタイプとし、設計されていた。デビルマジンガーの感情エネルギー増幅能力を打ち消す働きがある（ただし、ゴッド側のパイロットの精神力がデビル側以上という条件もある）。設計図のみが遺されていたことから開発時間の短縮のために現代に残されたマジンガーZを改造して作られた。石川賢の挿絵に描かれた外見はマジンカイザーとほぼ同一。相違点としてはマジンカイザーでは放熱板の真ん中にあった、Zのマークがゴッドマジンガーには放熱板の上にある。作中ではあまり武器の名前を甲児が叫んでおらず、一部は名称不明となっている。
本機のパイルダーはブレーンコンドルタイプの戦闘機で、名称は「ゴッドファルコン」である（企画版ゴッド・マジンガーではマシーンウルという名の獣型だった）。
マジンカイザーの基本的なデザインを担当した永井豪は後書きで「僕の知らないマジンガー」と言及している。
コスモフリーダム
マジンガーチーム&ゲッターチームの母艦で、鉄也達が現代から未来に救援に向かう際に共に出撃した。

### 真神心母（マジンハート・マザー）
新たな神聖騎士を生み出すと言われる黒い太陽のような物体。その正体はギャラハンの基地「天座アルテミス」へ通じる門である。
殺人アンドロイド
ゼファ・ジタンヌの基地へ数体で侵入してきた少女の姿をしたロボット。同一ではないが甲児たちはガミアQを連想した。
ゲッターロボ
神聖騎士を生み出すという真神心母が甲児の目の前で生み出した機体。初戦での搭乗者はハチュウ人類であり、救援に来たゲッターチームと対峙した時は巴武蔵のクローン三人が搭乗している。
メカザウルス
勢揃いしたスーパーロボット軍団の前に大量に生み出されたメカザウルスの軍団。鉄也は初代ゲッターロボにハチュウ人類が搭乗していたという情報と併せて「真神心母は恐竜帝国のファンか」と冗談を言っている。
ゲッターロボ號
偵察に出たゲッターロボGの前に出現した機体。ゲッターチームにとっては未来の機体であるが、既に構想のあった隼人はその正体に感づいた。設計段階での年度が新しいために通常動力炉搭載だが、機体スペックはゲッターGと互角。ゲッターGと互角の勝負を繰り広げるが、真ゲッターロボの攻撃に巻き込まれ破壊される。パイロットは最期まで明かされなかったが、隼人はハチュウ人類か、武蔵のクローンではないかと予測している。
真ゲッターロボ
臨界点以上に上がったゲッター線（作中では真ゲッター線と呼称）の出力に耐えうるように作成されたゲッターロボ。真神心母の生み出した機体ではなく、（ゲッターチームにとって未来の時代で）早乙女博士が作ったオリジナルの機体である。巴武蔵のクローン三人が搭乗するが、強すぎるゲッター線に耐えられず異様な姿になってしまっている。その力でゲッターロボGを圧倒、一時的に戦線離脱させ、マジンガーチームが束になってかかっても敵わなかった。最期はゲッターGのシャインスパークによってストナーサンシャインが至近距離で誘爆し、完全に破壊された。
その外見から竜馬はゲッター1を連想しており、「ゲッターロボを改造した機体」という予測も立てられていた。
グレンダイザー
ギャラハン（闇の帝王）の甲冑の中に隠された機体。真神心母の生み出した機体ではなく、オリジナルのグレンダイザーそのものであり、機械の反乱の際にシオン・フリード（デューク・フリードの子孫）が操縦して救援に来たのを返り討ちにし奪った物。最終的には大破し、残骸は甲児達の時代の宇宙科学研究所に引き取られた。
デビルマジンガー
兜十蔵が設計したマジンガーZのプロトタイプ。人の感情で性能が向上する機構を備えていたが、意に反して負の感情により強く反応してしまうため封印されていた。ギャラハンに隠れてパリアッチョ（あしゅら男爵）が製作し、保存していたDr.ヘルの脳髄を組み込む。エネルギーを吸収して強大になっていき、ギャラハンの莫大な精神エネルギーさえも吸収し尽くしてしまう。ゴッドマジンガーの攻撃を吸収するにつれてDr.ヘルの意識が明瞭になり、顔が浮かび上がってくる。マジンガーZ（レプリカ）を完全に破壊し、スーパーロボット軍団を圧倒するが、最期はゴッドマジンガーとの激戦の末に敗れ去った。
本作以前に出版された『スーパーロボット大戦F完結編』のアンソロジーコミックに収録された短編漫画『マジンカイザー』（作画：丸山功一、原作：団龍彦）では同名の機体が登場しており、Dr.ヘルが搭乗するなど設定・展開とも本作とほとんど同じ（外観は大きく異なる）。同作ではマジンガーZを大破させた後、マジンカイザーと対戦している。

## 単行本
いずれも講談社のマガジン・ノベルス・スペシャルより。現在は絶版。
1. マジンガーVSゲッター 1998年7月発売 ISBN 978-4-06330-408-4
2. ゲッターVSゲッター 1998年10月発売 ISBN 978-4-06330-409-1
3. マジンガーVSマジンガー 1998年12月発売 ISBN 978-4-06330-410-7